# Франклин, Бенджамин Джозеф
Бе́нджамин Джо́зеф Фра́нклин (англ. Benjamin Joseph Franklin; март 1839, Мейсвилл, Кентукки — 19 мая 1898, Финикс) — американский политик, 12-й губернатор Территории Аризона.

## Биография
Бенджамин Джозеф Франклин родился в Мейсвилле, штат Кентукки, в семье Чарльза и Элизабет Риккеттс Франклин. Он учился в частных школах и колледже Бетани, штат Виргиния (ныне Западная Виргиния), с 1849 по 1851 год. Затем он преподавал в школе и изучал право. В 1859 году Франклин был принят в коллегию адвокатов и открыл адвокатскую практику в Левенуэрте, Канзас.
В 1861 году Франклин был избран в Сенат Канзаса, однако из-за начала гражданской войны так и не начал работать сенатором. Он вступил добровольцем в армию КША и дослужился до звания капитана. После окончания войны Франклин переехал в Колумбию, штат Миссури, где занялся сельским хозяйством. В 1868 году он переехал в Канзас-Сити, Миссури, где возобновил адвокатскую практику. С 1871 по 1875 год Франклин был прокурором округа Джексон, Миссури.
С 4 марта 1875 по 3 марта 1879 года Франклин был членом Палаты представителей США от Миссури, где занимал пост председателя Комитета по территориям. Выдвигался на переизбрание, однако позже снял свою кандидатуру. После отставки Франклин вновь занялся адвокатской практикой в Канзас-Сити, Миссури. В 1885 году он был назначен консулом США в Ханькоу, Китай. Вернувшись в США в 1890 году, поселился в Лос-Анджелесе, а в 1892 году переехал в Финикс, Аризона, где работал адвокатом. С 18 апреля 1896 года по 29 июля 1897 года Франклин был губернатором Территории Аризона. Во время пребывания в должности он освободил железнодорожные компании от налогообложения.
Франклин умер в Финиксе 18 мая 1898 года и похоронен на кладбище Роуздейл.